# Distretto di Liaozhong
Il distretto di Liaozhong (辽中区S, Liáozhōng QūP) è un distretto della Cina, situato nella provincia di Liaoning e amministrato dalla prefettura di Shenyang.